# Liza with a Z
Liza with a "Z" é um filme de concerto de 1972 feito para televisão, estrelado por Liza Minnelli, produzido por Fred Ebb e Bob Fosse. Fosse também dirigiu e coreografou o concerto, e Ebb escreveu e arranjou a música com seu parceiro de composição John Kander. Todos os quatro haviam concluído recentemente a bem-sucedida adaptação cinematográfica de Cabaret em 1972.
De acordo com Minnelli, Liza with a "Z" foi "o primeiro concerto filmado para televisão". A Singer patrocinou a produção, embora os produtores tenham feito o possível para impedir que os patrocinadores vissem os ensaios, temendo que desistissem devido aos vestidos curtos de Minnelli.
Filmado em 31 de maio no Lyceum Theatre em Nova York, após apenas oito semanas de ensaios, o concerto foi filmado com oito câmeras de filme 16mm por insistência de Fosse, em contraste com outros especiais de televisão da época, que eram todos gravados em fita de vídeo.
Ao longo do concerto, Minnelli canta e dança uma variedade de músicas populares, destaques de Cabaret, e material especificamente escrito para ela por Kander and Ebb - a mais notável é a música-título. Minnelli frequentemente é acompanhada no palco por dançarinos, cantores de apoio e músicos. Os figurinos foram projetados por Halston, que também era amigo de Minnelli. Marvin Hamlisch foi selecionado por Kander e Ebb para ser o coordenador musical.
Primeiramente transmitido pela NBC em 10 de setembro de 1972, o filme conquistou quatro Emmys e um Prêmio Peabody.  Kay Gardella do New York Daily News revisou o filme como sendo "sensacional com um 'S'." Após a transmissão inicial, a NBC reprisou o concerto apenas mais duas vezes e não o exibiu novamente após 1973. O filme não foi visto por mais de trinta anos e foi considerado perdido até 1999, quando Michael Arick descobriu que Minnelli detinha os direitos autorais e os dois começaram a restaurar os negativos.

## Números musicais
1. "Yes"
2. "God Bless the Child"
3. "Say Liza (Liza with a "Z")"
4. "It Was a Good Time"
5. "I Gotcha"
6. "Son of a Preacher Man"
7. "Ring Them Bells"
8. "Bye Bye Blackbird"
9. "You've Let Yourself Go"
10. "My Mammy"
11. Cabaret Medley

## Remasterização e lançamento em mídia física

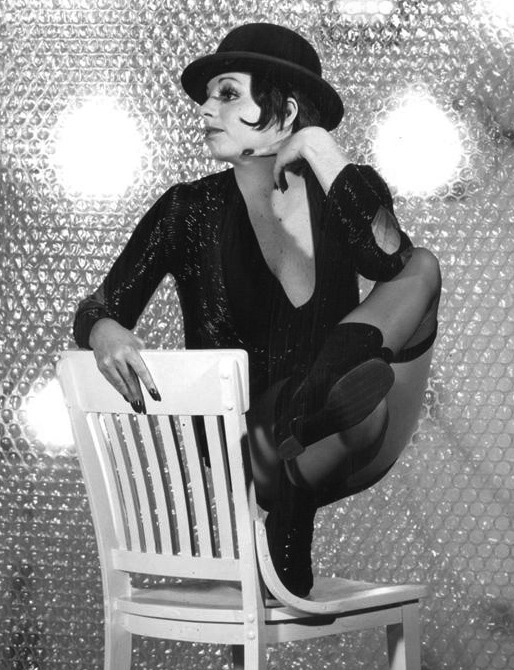
Foto publicitária do filme.

Após as transmissões iniciais em 1972 e 1973, os negativos foram guardados nos cofres da NBC, sendo ocasionalmente retirados apenas para uso pessoal de Minnelli. Nos anos 1980, os negativos originais foram perdidos e temidos como destruídos. Michael Arick e Minnelli finalmente rastrearam os negativos originais em 1999 em Los Angeles e Nova York. Em 2005, Minnelli revelou a Craig Zadan e Neil Meron, produtores e amigos dela, que ela possuía os direitos do filme e que estava restaurando-o com Arick. Eles a apresentaram a Robert Greenblatt, Presidente de Entretenimento da Showtime, que concordou em financiar a restauração, transmitir o filme e lançar o DVD.
O filme remasterizado foi aceito tanto no Festival Internacional de Cinema de Toronto quanto no Festival de Cinema de Hamptons e estreou em 9 de setembro de 2005 no Elgin and Winter Garden Theatres em Toronto. A Showtime transmitiu o filme restaurado em 1º de abril de 2006.
Além da imagem restaurada, o DVD também oferece a opção de áudio 5.1 surround sound. Isso foi possível devido a uma nova mixagem criada a partir de rolos de gravações de som que Minnelli havia arquivado pessoalmente após a produção original em 1972. O DVD também inclui uma faixa de comentário gravada por Minnelli, uma performance de "Mein Herr" cortada do filme original, uma entrevista com Kander gravada por Minnelli, uma gravação de Minnelli e dos produtores de restauração discutindo o filme no Festival de Cinema de Toronto e uma apresentação separada de Minnelli no GLAAD Awards em 2005.

## Trilha sonora
A trilha sonora original do filme foi gravada em fita de 1/4" e mixada em uma faixa mono para o filme em 16 mm. Um LP da trilha sonora foi lançado em 1972 e seguiu o sucesso do filme ao se tornar um best-seller, e também foi certificado como disco de ouro.
Nas paradas de sucesso, a trilha passou vinte e três semanas na parada de álbuns sucessos da revista Billboard, intitulada Billboard 200, e nunca saiu de circulação. Em 26 de maio de 1973, a revista Billboard informou que as vendas do álbum atingiram 30 mil cópias no Reino Unido e tinha uma média de 1,000 cópias vendidas por dia no país.
Um CD da trilha sonora estéreo foi lançado simultaneamente junto com o DVD do filme em 2006.
A recepção da crítica especializada em música foi favorável. o crítico da revista Billboard afirmou que a gravação captura perfeitamente a eletricidade de Minnelli, bem como o seu talento. Ele considerou todas as faixas ótimas, da primeira "Yes" até o encerramento com o medley de Cabaret. Richie Unterberger, do site AllMusic, avaliou com quatro estrelas e meia de cinco e escreveu que entre as faixas Minnelli "estava muito mais à vontade com as canções de musicais e, como esperado, é o medley de "Cabaret" de dez minutos que tem melhor recepção".

### Lista de faixas
A seguir está a lista de faixas da reedição de 2006. Há duas diferenças entre a versão original de 1972 e a reedição: a primeira é que "Son of a Preacher Man" e "Ring Them Bells" foram colocadas na ordem correta de apresentação para a reedição. O lançamento original tinha as duas músicas em ordem inversa. A segunda diferença é que a versão original tinha uma décima segunda faixa, intitulada "Bows". Para a reedição, esta faixa foi misturada no final da faixa anterior.
| N.º | Título                       | Compositor(es)           | Duração |  |
| 1.  | "Yes"                        | Kander and Ebb           | 3:15    |  |
| 2.  | "God Bless the Child"        | Herzog, Holiday          | 3:07    |  |
| 3.  | "Say Liza (Liza with a "Z")" | Kander and Ebb           | 3:06    |  |
| 4.  | "It Was a Good Time"         | Curb, David, Jarre       | 4:58    |  |
| 5.  | "I Gotcha"                   | Tex                      | 3:44    |  |
| 6.  | "Son of a Preacher Man"      | Hurley, Wilkins          | 3:25    |  |
| 7.  | "Ring Them Bells"            | Kander and Ebb           | 5:41    |  |
| 8.  | "Bye Bye Blackbird"          | Dixon, Henderson         | 3:57    |  |
| 9.  | "You've Let Yourself Go"     | Aznavour                 | 3:56    |  |
| 10. | "My Mammy"                   | Donaldson, Lewis, Young  | 3:03    |  |
| 11. | "Cabaret Medley"             | Kander and Ebb           | 10:21   |  |
| 12. | "Bows" (1972 version only)   | Gershwin, Gershwin, Kahn | 0:30    |  |

### Tabelas

#### Tabelas semanais
| Tabela musical (1972)               | Melhor posição |
| ----------------------------------- | -------------- |
| Australia (Kent Music Report)       | 17             |
| Estados Unidos (Billboard 200)      | 19             |
| Reino Unido (UK Albums Chart (OCC)) | 9              |

| Tabela musical (2006)                          | Melhor posição |
| ---------------------------------------------- | -------------- |
| Reino Unido (Official Music Video Chart (OCC)) | 3              |

### Certificações e vendas
| País                  | Certificação | Vendas certificadas |
| --------------------- | ------------ | ------------------- |
| Estados Unidos (RIAA) | Ouro         | 500,000             |

## Prêmios e nomeações
| Ano  | Prêmio                           | Categoria | Destinatário(s) e indicado(s)                                                 | Resultado |
| ---- | -------------------------------- | --- | ----------------------------------------------------------------------------- | --------- |
| 1973 | Primetime Emmy Award             | Outstanding Single Program - Variety and Popular Music                                                                        | Bob Fosse, Fred Ebb, Liza Minnelli                                            | Venceu    |
| 1973 | Primetime Emmy Award             | Outstanding Directing for a Comedy-Variety or Music Special                                                                   | Bob Fosse                                                                     | Venceu    |
| 1973 | Primetime Emmy Award             | Outstanding Achievement in Choreography                                                                                       | Bob Fosse                                                                     | Venceu    |
| 1973 | Primetime Emmy Award             | Outstanding Writing Achievement in Comedy, Variety or Music                                                                   | Fred Ebb                                                                      | Indicado  |
| 1973 | Primetime Emmy Award             | Outstanding Achievement in Music Composition - For a Special Program                                                          | Fred Ebb, John Kander                                                         | Indicado  |
| 1973 | Primetime Emmy Award             | Outstanding Achievement in Music, Lyrics and Special Materia                                                                  | Fred Ebb, John Kander                                                         | Venceu    |
| 1973 | Primetime Emmy Award             | Outstanding Achievement in Cinematography for Entertainment Programming - For a Special or Feature Length Program of a Series | Owen Roizman                                                                  | Indicado  |
| 1973 | Primetime Emmy Award             | Outstanding Achievement in Film Editing for Entertainment Programming - For a Special or Feature Length Program of a Series   | Alan Heim                                                                     | Indicado  |
| 1973 | Directors Guild of America Award | Outstanding Directorial Achievement in Musical/Variety                                                                        | Bob Fosse, Kenneth Utt, Paul Ganapoler, John Neukum                           | Venceu    |
| 1973 | Peabody Award                    | For Timex All-Star Swing Festival and 'S Wonderful, 'S Marvelous, 'S Gershwin                                                 | For Timex All-Star Swing Festival and 'S Wonderful, 'S Marvelous, 'S Gershwin | Venceu    |
| 2006 | Satellite Award                  | Best DVD Release of a TV Show                                                                                                 | Best DVD Release of a TV Show                                                 | Indicado  |